# سايكس غاروو
سايكس غاروو (بالإنجليزية: Sykes Garro)‏ هو لاعب كرة قدم بريطاني في مركز الوسط، ولد في 26 فبراير 1993 في Sidcup ‏ في المملكة المتحدة. لعب مع Lions Gibraltar F.C. ‏.

## وصلات خارجية
- سايكس غاروو على موقع الاتحاد الأوربي (الإنجليزية)
- سايكس غاروو على موقع قاعدة بيانات كرة القدم.إي يو (الإنجليزية)
- سايكس غاروو على موقع ناشيونال فوتبول تيمز (الإنجليزية)
- سايكس غاروو على موقع عالم كرة القدم.نت (الإنجليزية)